# Andries Cornelis Dirk de Graeff
Pour les articles homonymes, voir Graeff.
 (octobre 2018).
Andries Cornelis Dirk, jonkheer de Graeff, est un homme politique et diplomate néerlandais, né le 7 août 1872 à La Haye et décédé le 24 avril 1957. Il est issu de la famille aristocrate des de Graeff.

## Biographie
De Graeff était le fils du diplomate Dirk de Graeff van Polsbroek, membre de la Nederlands Hervormde kerk (« Église Réformée néerlandaise »). Il passa du libéralisme modéré au conservatisme. Il est diplômé en droit à l'Université de Leyde en 1895. De 1919 à 1926 de Graeff a aussi été diplomate à Tōkyō et Washington. De 1926 à 1931, Gouverneur général des Indes néerlandaises.
Il a été ministre des Affaires étrangères des Pays-Bas avant la Seconde Guerre mondiale, dans le cabinet de Hendrikus Colijn, entre le 26 mai 1933 et le 24 juin 1937.

## Distinctions
- Commandeur de l'ordre du Lion néerlandais

## Source
- Jhr. Mr. A.C.D. de Graeff